# Visi On
VisiCorp Visi On was een grafische desktopomgeving voor IBM PC-compatibele computers die vroege versies van MS-DOS draaiden. Het programma kende een kortdurend bestaan; maar was invloedrijk. Hoewel Visi On nooit populair was (het had hoge systeemvereisten voor die tijd), had het een belangrijke invloed op de latere ontwikkeling van Microsoft Windows.

## Geschiedenis
Visi On werd uitgebracht in december 1983 als een geïntegreerde besturings- en toepassingsomgeving voor IBM PC's. Visi On was bij de eerste programma's voor het PC platform die gebruik maakten van een muis-gebaseerde interface. In tegenstelling tot de meer geavanceerde GUI-gebaseerde computers uit die tijd (de Xerox Star en de Apple Lisa), gebruikte Visi On geen pictogrammen om computerbestanden voor te stellen. Hoewel VisiCorp andere bedrijven aanmoedigde om programma's te maken die compatibel waren met Visi On, deed niemand dit. Visi On bevatte de Word tekstverwerker en de Graph spreadsheet.
Er wordt gezegd dat gedurende de COMDEX beurs van november 1982, Microsoft medeoprichter Bill Gates een demonstratie van Visi On zag en zich haastte om te beginnen met de uitgave van een product met gelijkaardige mogelijkheden. Diezelfde maand verscheen in Byte magazine een artikel dat het begin aankondigde van een Microsoft product dat "Windows" werd genoemd, maar dat als commercieel product pas in 1985 verscheen.

## Technische informatie
Visi On draaide op IBM PC's die een Intel 8086 CPU gebruikten. Visi On vereiste 512 kB RAM en minimaal 5 MB ruimte op de harde schijf. Visi On kon niet draaien op een PC die geen harde schijf had. De software draaide in de 640x200 monochrome CGA grafische mode. Het kon met verschillende programma's gelijktijdig werken. Er waren ingebouwde documentatie- en helpbestanden aanwezig. Het was geen verrassing dat een Mouse Systems-compatibele muis vereist was; Microsoft-compatibele muizen, die na verloop van tijd de standaard werden, waren in die tijd ofwel niet aanwezig of waren nog niet populair.
Visi On was waarschijnlijk bestemd voor heel dure PC-werkstations. Visi On was geschreven in een subset van C, dus werd verwacht dat een derde partij de software zou porteren naar Unix, maar dit gebeurde nooit. In 1984 werd VisiCorp verkocht aan Control Data Corporation. Visi On was waarschijnlijk zijn tijd te ver vooruit, zeker voor het standaard PC platform. Erger was in 1983 het onvermogen van Visi On om een voldoende groot aanbod aan toepassingen en gewone DOS programma's te draaien.